# Martin Donnelly
Hugh Peter Martin Donnelly (Belfast, Irlanda del Norte, Irlanda, Reino Unido; 26 de marzo de 1964) es un expiloto de automovilismo británico. Después de competir en Fórmula 3 y Fórmula 3000, donde logró ganar 3 carreras y ser uno de los principales aspirantes al título, Donnelly compitió en Fórmula 1 en 1989 y 1990, hasta que un grave accidente durante la clasificación en el circuito de Jerez terminó con su carrera en dicha categoría.

## Carrera

### Fórmula 1
Durante el año 1988, Donnelly fue el piloto de pruebas de la escudería Lotus de Fórmula 1. Pero fue durante 1989, cuando Donnelly comenzó su carrera como piloto titular en F1, cuando sustituyó a Derek Warwick en Arrows en el Gran Premio de Francia de 1989, después de Warwick se lesionara la espalda en un accidente de karting. En la calificación logró un 14.º puesto cuando su experimentado compañero de equipo, Eddie Cheever, logró el puesto 25. Donnelly terminó su primera carrera de F1 con 3 vueltas perdidas respecto al ganador (Prost) en 12.ª posición y fue el último monoplaza, mientras que la experiencia de Cheever le hizo acabar su carrera en 7.º lugar, a solo una vuelta del ganador.
En 1990 continuó en Lotus, aunque esta vez no como piloto de pruebas, sino como un piloto de titular junto al hombre que le cedió su asiento en Francia: Derek Warwick. Sin embargo, 1990 fue una temporada sin anotar ningún punto en el campeonato de pilotos, con muchos abandonos por baja fiabilidad del Lotus 102. Sufrió un grave accidente durante la clasificación del Gran Premio de España, que puso fin a su carrera de Fórmula 1. Sufrió múltiples heridas en el accidente, en el que fue expulsado de su monoplaza, con el asiento todavía unido a su espalda, y tirado al medio de la pista.

### Después del accidente
Donnelly logró competir en eventos de clubes más pequeños, y dirigió un equipo de Fórmula Vauxhall.
En 2004, compitió con un Mazda RX-8 en una carrera en Silverstone, las 24 Horas de Britsports, y terminó en el lugar 27. En 2006 se Donnelly regresó a Lotus.
En septiembre de 2007, Donnelly bate otros 35 Lotus Elise y gana la Clase A en la ronda de Donington Park del Trofeo de Elise. Esta victoria fue seguida de cerca por la victoria en una la segunda carrera del Trofeo Elise del día. Más tarde, en la temporada corrió en Spa-Francorchamps, y en 2008, hizo campaña y ganó varias carreras en un Lotus 2-Eleven.
En junio de 2010, Martin Donnelly fue como invitado en la Copa Ginetta G50 en Oulton Park.
El 2 de julio de 2011 en el Festival de la Velocidad de Goodwood, Donnelly hizo una demostración con un Lotus 102 similar al que casi le quitó la vida. El bólido con motor Lamborghini tenía las mismas características que el coche que conducía en 1990.
Fue designado como el representante del piloto en el panel de comisarios en el Gran Premio de Corea del Sur de 2011 de F1.
Después de haber trabajado como director deportivo y gerente de desarrollo de pilotos de Comtec Racing, Donnelly ha formado recientemente en la academia especializada en trackday events y carreras en Norfolk.
En 2015 corrió una ronda de BTCC con un Infiniti.

## Resultados

### Fórmula 1
(Clave) (negrita indica pole position) (cursiva indica vuelta rápida)

| Año     | Escudería                       | 1       | 2       | 3     | 4       | 5       | 6     | 7      | 8       | 9       | 10    | 11     | 12      | 13      | 14      | 15  | 16  | Pos. | Puntos |
| ------- | ------------------------------- | ------- | ------- | ----- | ------- | ------- | ----- | ------ | ------- | ------- | ----- | ------ | ------- | ------- | ------- | --- | --- | ---- | ------ |
| 1989    | Arrows Grand Prix International | BRA     | SMR     | MON   | MEX     | USA     | CAN   | FRA 12 | GBR     | GER     | HUN   | BEL    | ITA     | POR     | ESP     | JPN | AUS | NC   | 0      |
| 1990    | Camel Team Lotus                | USA DNS | BRA Ret | SMR 8 | MON Ret | CAN Ret | MEX 8 | FRA 12 | GBR Ret | GER Ret | HUN 7 | BEL 12 | ITA Ret | POR Ret | ESP DNS | JPN | AUS | NC   | 0      |
| Fuente: |                                 |         |         |       |         |         |       |        |         |         |       |        |         |         |         |     |     |      |        |